# صفحه گرامافون

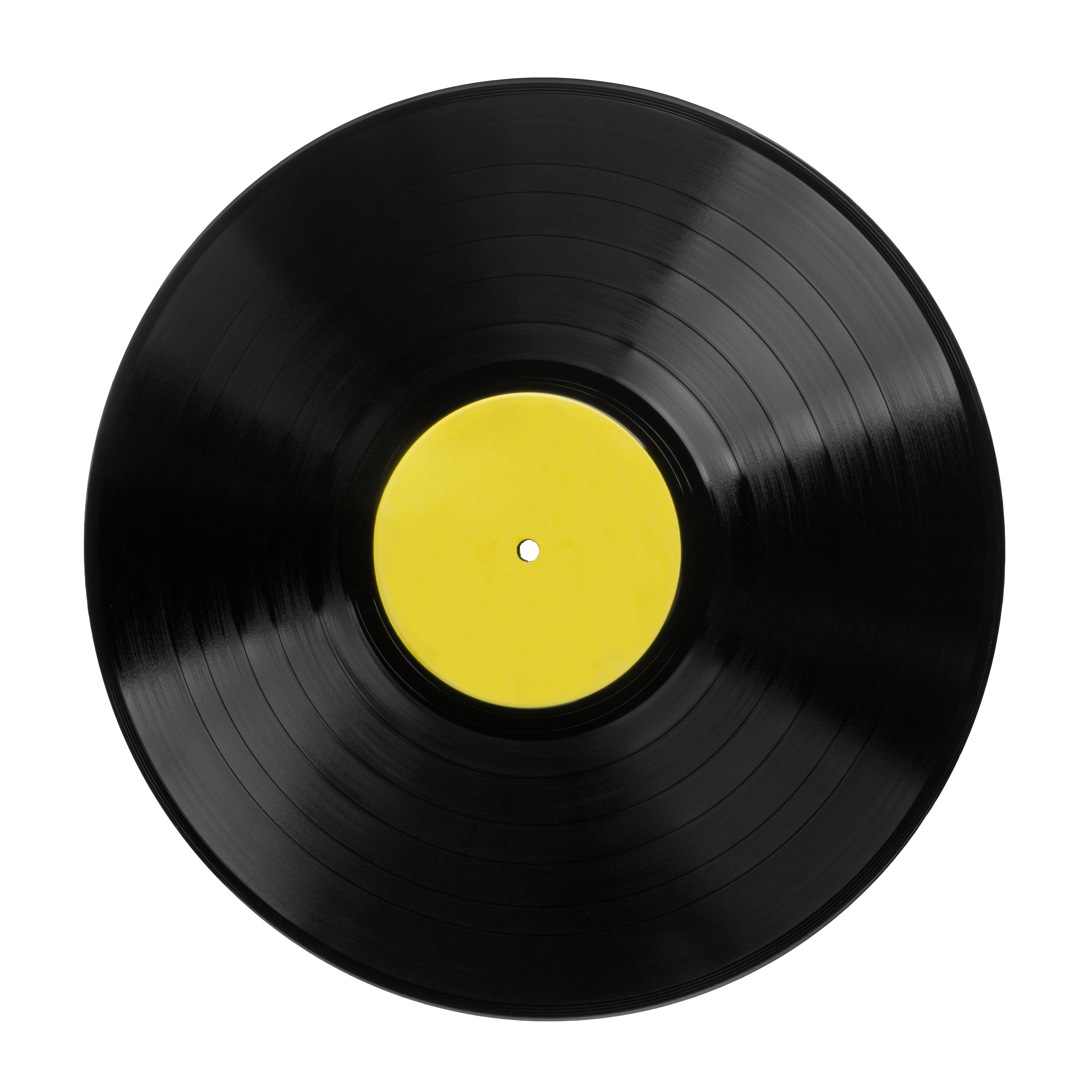
صفحه گرامافون

صفحه گرامافون یا صفحه وینیل یا صفحه (انگلیسی: Gramophone record)، ابزاری برای ذخیره‌سازی صدا و موسیقی به صورت آنالوگ است. از این صفحه در قرن بیستم به صورت گسترده استفاده می‌شد. صفحه گرامافون توسط دستگاهی به نام گرامافون یا فونوگراف قابل پخش است.
صفحه گرامافون از یک دیسک تخت باجنس پلی وینیل کلراید ساخته شده‌است. صدا بر روی یک شیار بسیار باریک که از دور تا دور لبه خارجی صفحه به سمت مرکز آن می‌رود ضبط می‌شود. دستگاه گرامافون دارای سوزنی است که شیار روی صفحه را لمس می‌کند و بدین ترتیب صدای ضبط شده بر روی شیار، پخش می‌شود. از هر دو طرف صفحه می‌توان استفاده کرد و معمولاً صداهایی که روی هر یک از طرفین صفحه ضبط شده‌اند با هم متفاوت هستند.

## تاریخچه

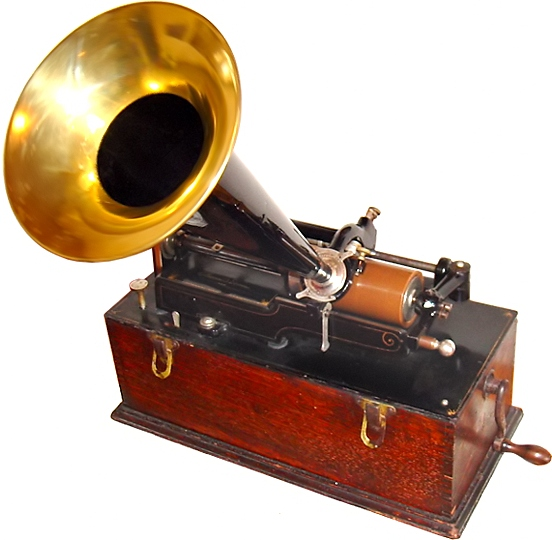
دستگاه فنوگراف ادیسون و استوانه مومی آن حدود ۱۸۹۹

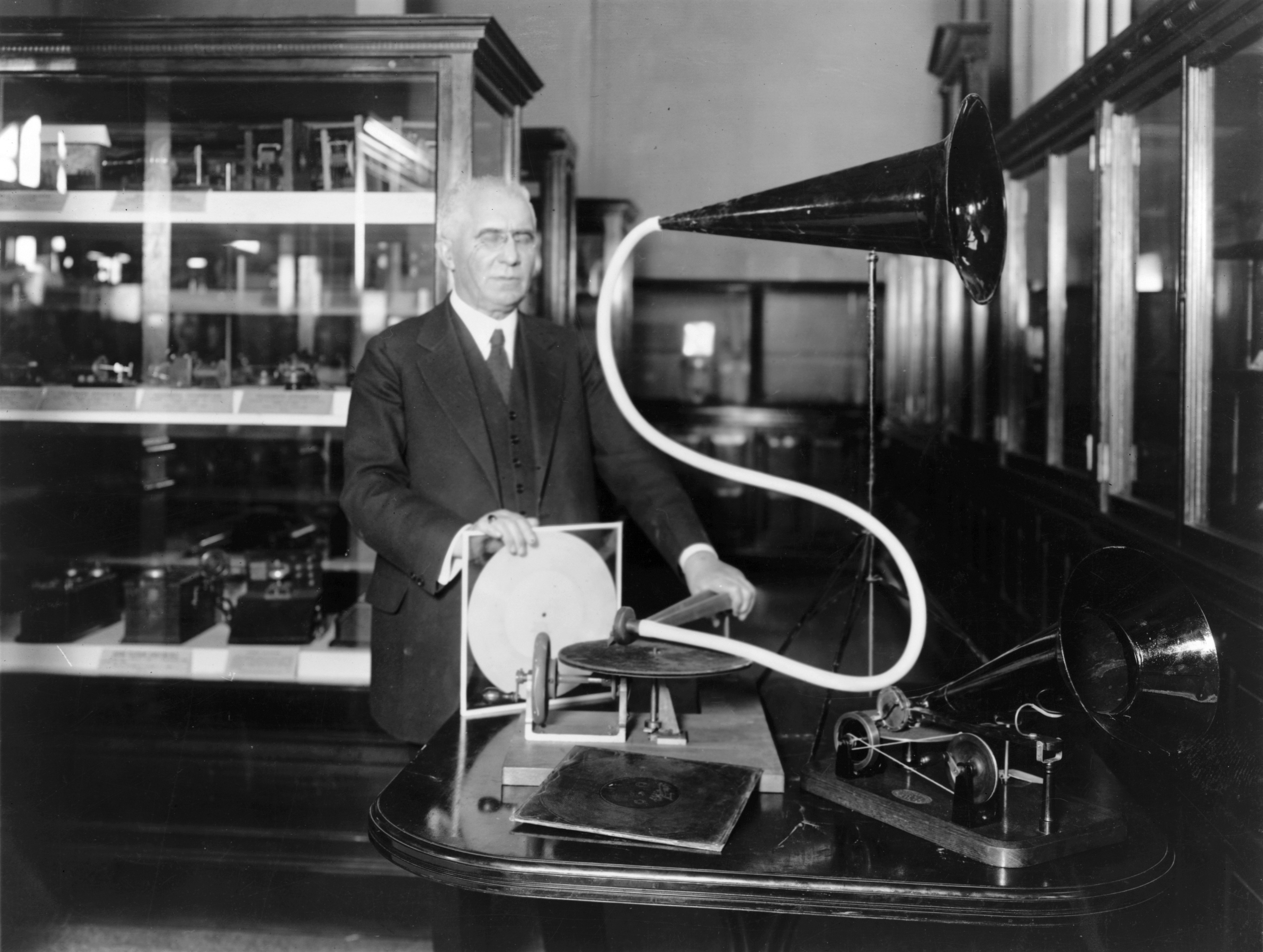
امیل برلینر با گرامافون ضبط دیسکی. او برای اولین بار در سال ۱۸۸۹ صفحه دیسکی را به بازار عرضه کرد.

توماس ادیسون در دهه ۱۸۷۰ میلادی اولین دستگاه فونوگراف را ساخت و از فویل آلومینیومی نازکی برای ضبط صدا استفاده کرد. پس از آن از استوانه‌هایی که با موم آغشته شده بودند برای ضبط استفاده شد. این استوانه‌ها می‌توانستند به راحتی از دستگاه فونوگراف خارج و دوباره درون آن قرار گیرند بی آنکه به محتوای صوتی ضبط شده آن‌ها آسیبی وارد شود. صفحه‌های دیسکی شکل گرامافون در اواخر دهه ۱۸۰۰ ساخته شد هرچند جایگزنی و استفاده متداول از آن‌ها به جای استوانه‌ها تا اواخر دهه ۱۹۲۰ به طول انجامید. حتی زمانی که فرمت‌های جدید مانند نوار کاست به‌طور انبوه به بازار عرضه شد بیشترین سهم بازار به صفحه‌های دیسکی گرامافون تعلق داشت.

## ویژگی‌ها
صفحات گرامافون در اندازه‌های مختلف و سرعت‌های مختلف تولید می‌شوند. تقسیم‌بندی آن‌ها بر اساس قطر، سرعت بر حسب دور بر دقیقه و گنجایش آن‌ها می‌باشد. همچنین کیفیت صدای ضبط شده آن‌ها بر اساس کانال‌های صوتی مونو، استریو و کوادرافونیک از دیگر ویژگی‌های طبقه‌بندی آنهاست. جدول زیر بیانگر انواع آنهاست.
| قطر (اینچ) | سرعت (دور بر دقیقه) | ظرفیت هر طرف (دقیقه) | توضیحات                                            |
| ---------- | ------------------- | -------------------- | -------------------------------------------------- |
| ۱۲         | ۱/۳ ۳۳              | ۳۰                   | مخصوص صفحات پر آهنگ                                |
| ۱۲         | ۴۵ و ۱/۳ ۳۳         | ۱۵                   |                                                    |
| ۱۰         | ۴۵ و ۱/۳ ۳۳         | ۱۵                   |                                                    |
| ۱۰         | ۷۸                  | ۳                    | صفحات سنگی هستند که بیشتر از دیگر مدل ها عمر دارند |
| ۷          | ۴۵ و ۱/۳ ۳۳         | ۵ و ۷                |                                                    |
| ۷          | ۴۵                  | ۳                    |                                                    |